# Flughafen Rhinelander–Oneida

i8
i11
i13
Der Rhinelander–Oneida County Airport (IATA-Code: RHI, ICAO-Code: KRHI) ist ein öffentlicher Flughafen, 4 km südwestlich von Rhinelander im Oneida County, Wisconsin in den Vereinigten Staaten.

## Flughafendaten
Er hat eine Betonpiste mit 2073 m Länge und 46 m Breite und eine Asphaltpiste mit 1585 m Länge und 30 m Breite. Die Fläche des Flughafens beträgt 509 ha. Die Seehöhe beträgt 495 m. Das Passagierterminal hat eine Fläche von 32.300 squarefoot (3000 m²).

## Geschichte
Der Flughafen wurde im Mai 1944 eröffnet.

### Historische Flugrouten
- North Central Airlines hatte 1948 hier Zwischenstopp auf der Route Minneapolis/Saint Paul nach Chicago, welche mit Lockheed Electra geflogen wurde, ab 1950 mit Douglas DC-3[4] und im Jahr wurden auch Convair CV-340 sowie ab 1962 Convair CV-440 eingesetzt.[5] Ab dem Jahr 1967 wurden Convair CV-580 betrieben[6] sowie Douglas DC-9.[7] Im Jahre 1975 stoppte North Central Airlines ihren Service am Rhinelander Flughafen.[8]
- Republic Airlines (1979–1986) flog 1979 mit Convair CV-580 und McDonnell Douglas DC-9-30 nach Ironwood, Minneapolis-Saint Paul International Airport|Minneapolis/Saint Paul, Oshkosh, Wausau[9] und 1981 nach Duluth, Green Bay, Ironwood, Marquette, Wausau.[10]
- Midstate Airlines betrieb 1985 Routen mit Fairchild Swearingen Metroliner und Fokker F-27 nach Green Bay, Minneapolis/Saint Paul, Wausau und Simmons Airlines mit Shorts 360 nach Ironwood und Menominee.[11]
- Northwest Airlink (durchgeführt von Express Airlines I) flog 1989 mit British Aerospace 31 nach  Appleton, Escanaba, Minneapolis/Saint Paul und United Express (durchgeführt von Air Wisconsin) mit Fokker F-27 nach Oshkosh.[12]
- Great Lakes Airlines flog 1991 mit Beechcraft 1900 die Strecken nach Chicago, Iron Mountain, Ironwood, Minneapolis/Saint Paul und Northwest Airlink (durchgeführt von Express Airlines I) mit British Aerospace Jetstream 31 und  Saab SF340 Appleton, Escanaba, Minneapolis/Saint Paul.[13] Die Fluggesellschaft beendete ihren Service nach Minneapolis 2001, flog aber Mitte der 2000er nach Milwaukee.[14]
- Northwest Airlink (durchgeführt von Express Airlines I) flog 1995 mit British Aerospace Jetstream 31 nach Appleton, Eau Claire, Minneapolis/Saint Paul und United Express (durchgeführt von Great Lakes Airlines) mit Beechcraft 1900 nach Chicago O’Hare und Duluth.[15]
- Frontier flog von 2011 bis 2013 nach Milwaukee und Ironwood.[16]

## Gegenwart
SkyWest erhielt 2013 im Rahmen des Essential Air Service einen Vertrag bis 31. Jänner 2024. und fliegt als Delta Connection mit Bombardier CRJ700 und Bombardier CRJ900 nach Minneapolis. Delta Airlines startete Flüge nach Minneapolis am 23. Jänner 2023.

## Flugbetrieb
Im Jahre 2022 wurden 20.922 Passagiere befördert Im Jahre 2020 fanden 24.958 Flugbewegungen statt, davon 12.000 lokale Bewegungen, 10.000 Zwischenlandungen, 1.400 Air-Taxi-Flüge und 1.558 Frachtflüge statt. In diesem Jahr waren hier 37 einmotorige und 3 zweimotorige Flugzeuge sowie 15 Jetflugzeuge und 2 Hubschrauber stationiert.